# Otto Schindler (Grafiker)

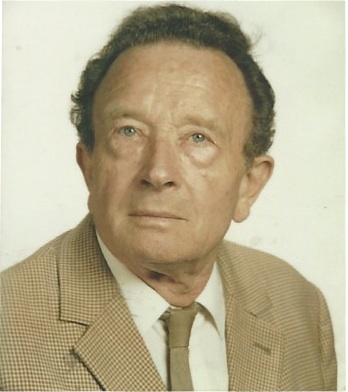
Otto Schindler (1995)

Otto Schindler (* 3. November 1914 in Köln; † 26. Mai 2004 ebenda) war ein deutscher Grafiker und Wagenbauer im Kölner Rosenmontagszug. Von Mitte der 1950er Jahre bis Mitte der 1980er Jahre war er maßgeblich an der Gestaltung der Rosenmontagszüge beteiligt. Schindler betrieb eine Messebau-Agentur in Köln-Deutz.

## Leben
Otto Schindler absolvierte nach der Schule eine Ausbildung als Werbegrafiker beim Kölner Künstler Erich Saalfeld. Danach arbeitete er als Werkstudent am Kölner Werbehaus und lernte den Beruf des Modezeichners. In dieser Zeit lernte er August Sander und Mitglieder der Kölner Progressiven wie Heinrich Hoerle und Hans Schmitz kennen. Im Zweiten Weltkrieg kam er als Soldat in englische Kriegsgefangenschaft in Schleswig-Holstein.

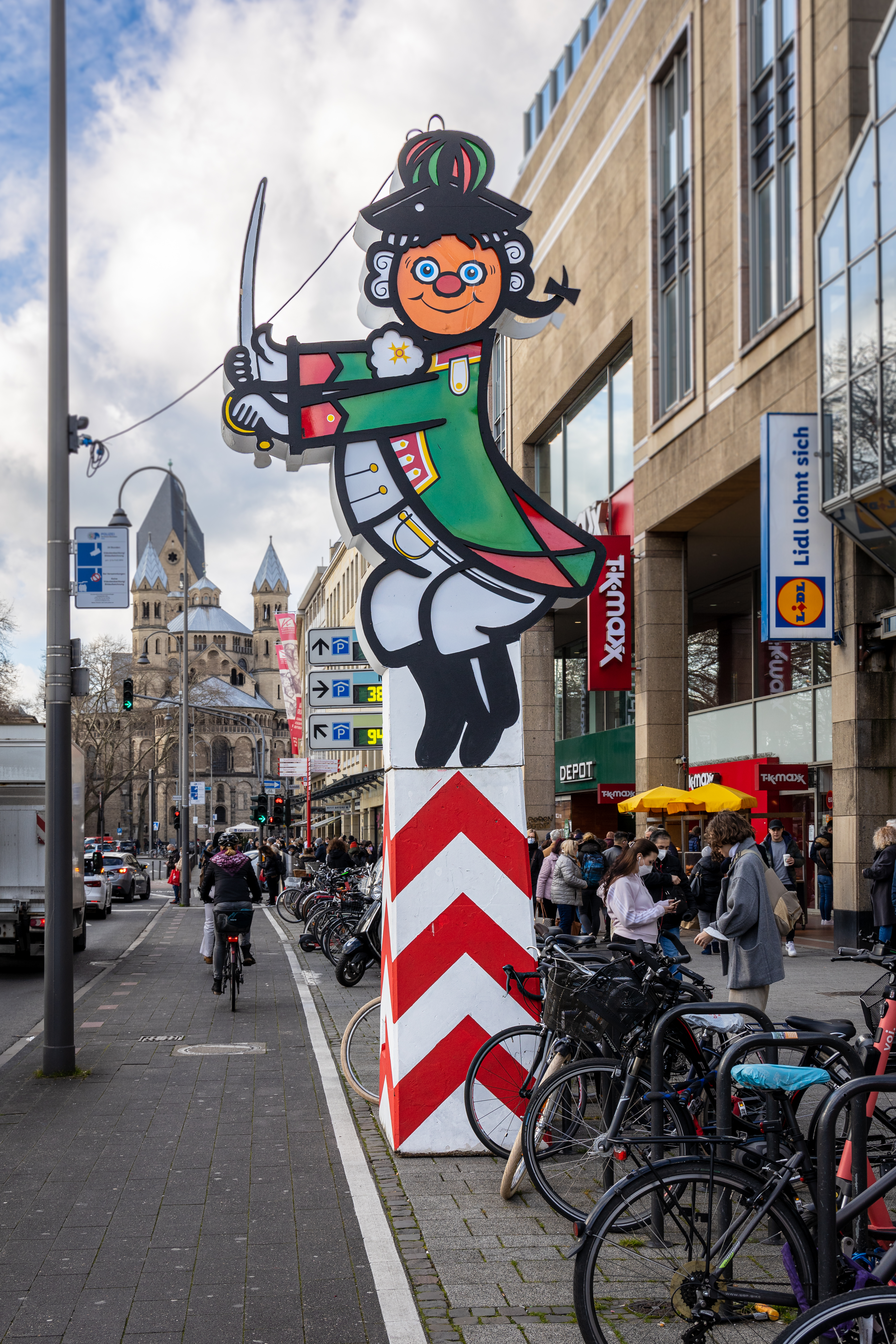
Leuchtfigur am Kölner Neumarkt

1948 übernahm er die väterliche Firma Otto Schindler Werbewerkstätten im Haus Roter Kardinal neben den Sünner Terrassen in Köln-Deutz. Beruflich hielt er weiter Kontakt zu August Sander. Schindler übernahm jahrzehntelang Aufträge im Bereich Marketing und Messebau, beispielsweise für die Klöckner-Humboldt-Deutz AG, die Konrad-Adenauer-Stiftung und das Bundesgesundheitsamt. 1978 verkaufte er den Betrieb an einen ehemaligen Mitarbeiter und dessen Teilhaber.
1982 entstand der biografische Dokumentarfilm Otto Schindlers Handschrift von Peter Geilsdörfer. Schindler war verheiratet mit Gina Breuer (1914–2008), Vater von drei Kindern und lebte bis zuletzt in Köln-Deutz. Er wurde auf dem Kölner Melatenfriedhof beerdigt.
Am 7. September 2021 beschloss der Kulturausschuss der Stadt Köln die Schenkungsannahme von 214 Wagenentwürfen durch Schindlers Sohn Michael an das Kölnische Stadtmuseum.

## Gestaltung des Kölner Rosenmontagszuges
1953 wirkte Schindler erstmals beim Kölner Rosenmontagszug als Bearbeiter in der Gestaltung von Zugwagen mit, deren Entwürfe von Erich Saalfeld, Josef Herft und Toni Ludes stammten. In den Folgejahren entwarf er jährlich diverse Fest- und Mottowagen mit politischen und gesellschaftlichen Motiven für die am Zug teilnehmenden Karnevalsgesellschaften. Zudem entwarf er große Prunkwagen, etwa für das Dreigestirn, von denen einige noch heute fahren. 
Jahrelang zeichnete er die Mottomotive für den Zug, die auch auf den Titelseiten der Kölner Rosenmontagszeitung erschienen. Hierbei setzte er meist die Figuren Tünnes und Schäl in die Szene des jeweiligen Zugmottos, oft begleitet von der weiblichen Colonia. Neben Künstlern wie Herbert Labusga oder Otto Schwalge war Schindler zwischen den 1950er und den 1980er Jahren der maßgebliche und langjährige grafische Gestalter des Kölner Karnevals. Ebenso entwarf er Standfiguren für den Zugweg und Karnevalsorden. Letztmals wirkte er im Jahr 1987 bei der Gestaltung des Rosenmontagszuges mit.

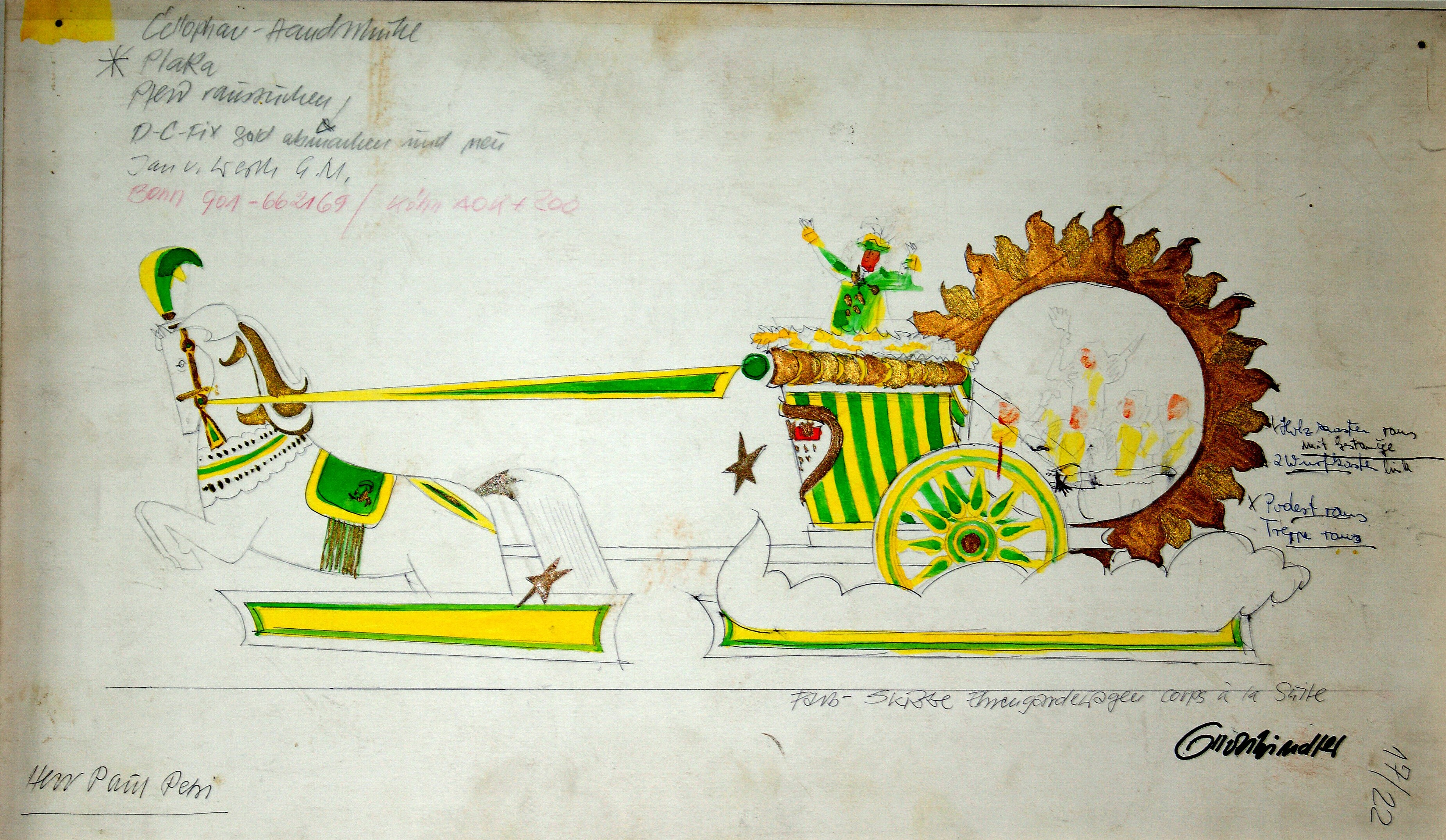
Entwurf eines Prunkwagens für das Reiterkorps „Jan von Werth“ aus dem Jahr 1977
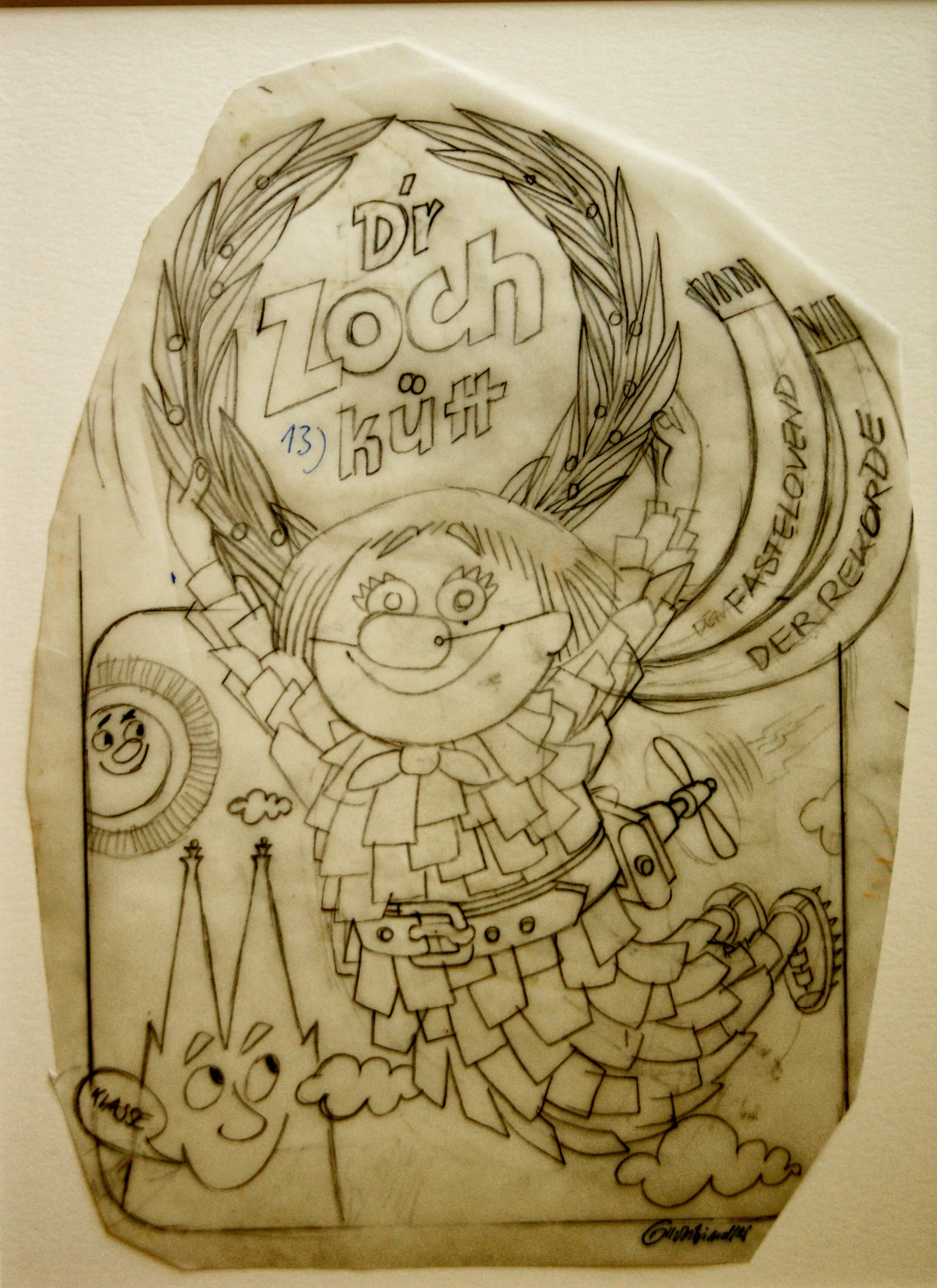
Entwurf des Schildes für die Zugspitze „D’r Zoch kütt“, 1986
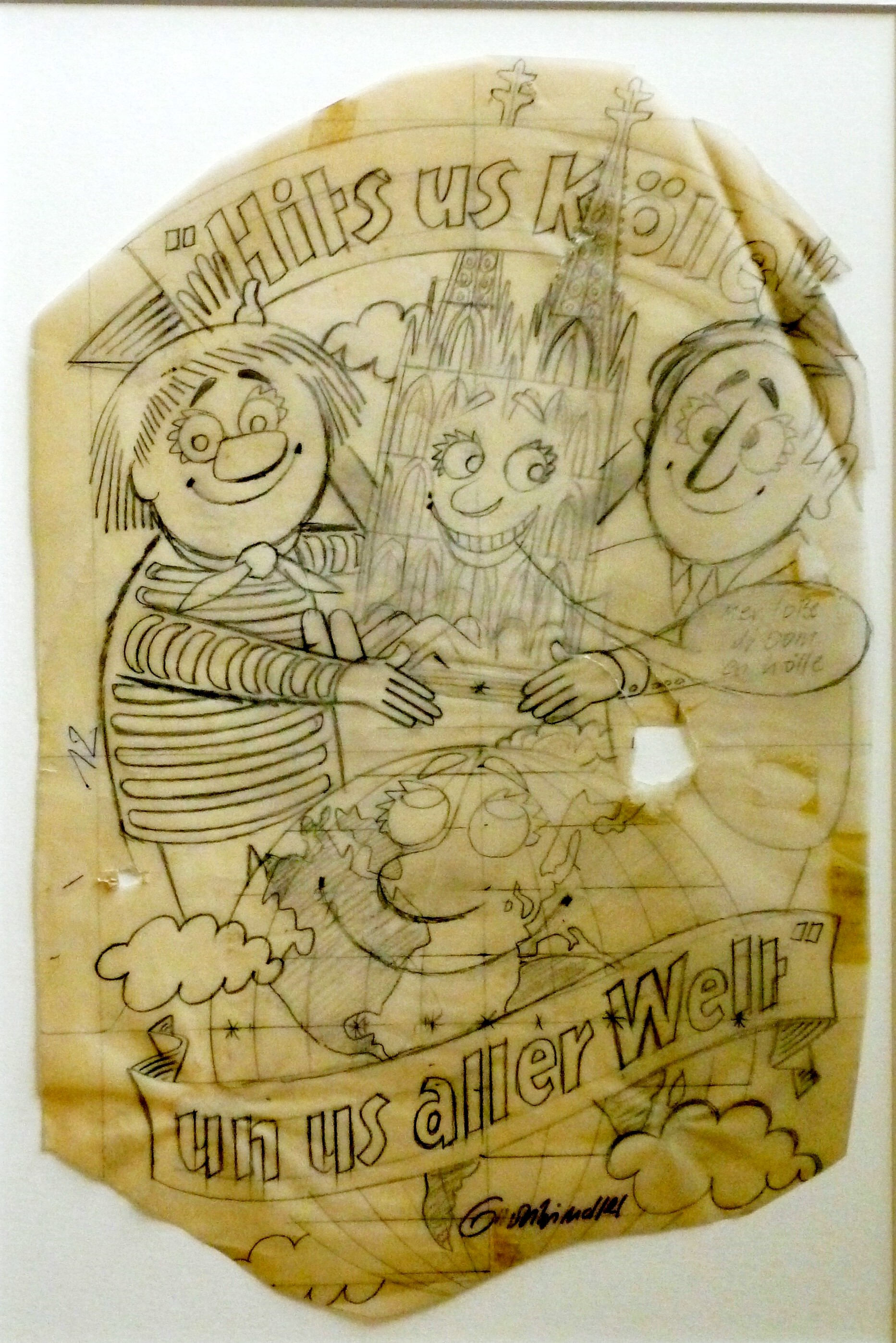
Entwurf des Zugmottos „Hits us Kölle un us aller Welt“, 1984
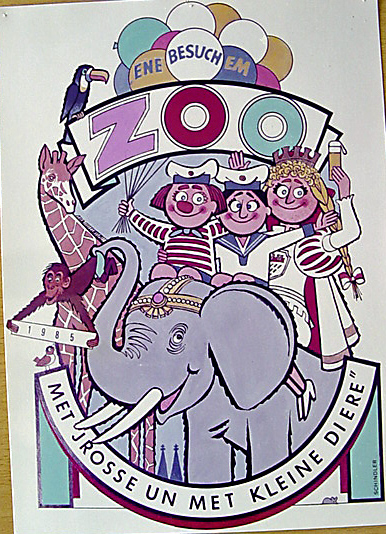
Zugmotto „Ene Besuch em Zoo“, 1985
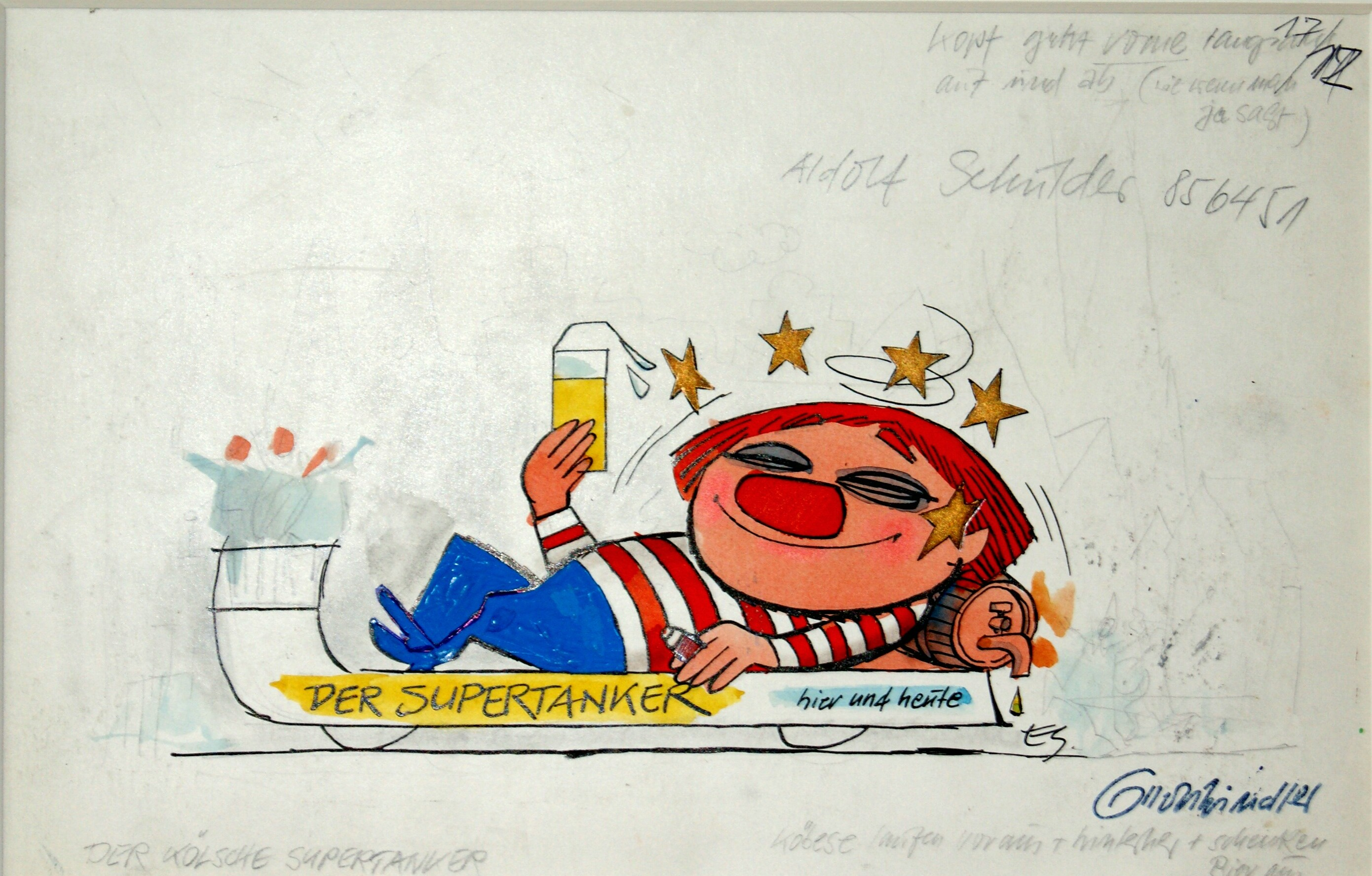
Entwurf Figurenwagen „Supertanker“, 1986
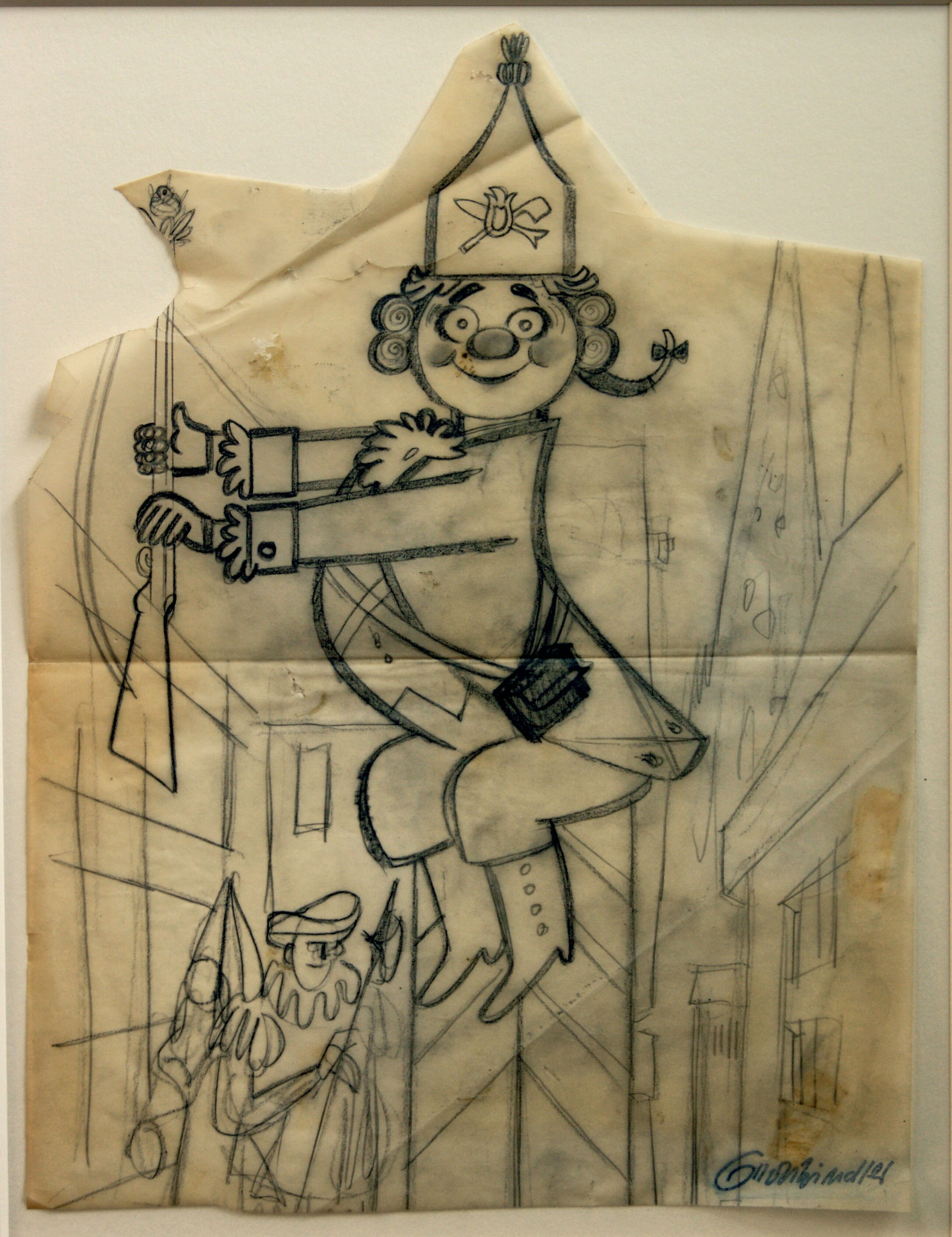
Entwurf einer Standfigur für den Zugweg, 1972

Otto Schindler erhielt vom Kölner Festkomitee den „Goldenen Zuglorbeer“ für seine Verdienste um den Kölner Karneval. Sein Atelier und seine Werkstatt befinden sich seit 1960 in Köln-Deutz und können nach Terminabsprache mit dem Otto Schindler Archiv besichtigt werden. Viele Werke und Entwürfe befinden sich im Kölner Karnevalsmuseum und im Kölnischen Stadtmuseum. Der künstlerische Nachlass, darunter Zeichnungen, Aquarelle, Graphiken sowie einige Ölbilder, befindet sich im Otto Schindler Archiv in Köln-Deutz.

## Erinnerung

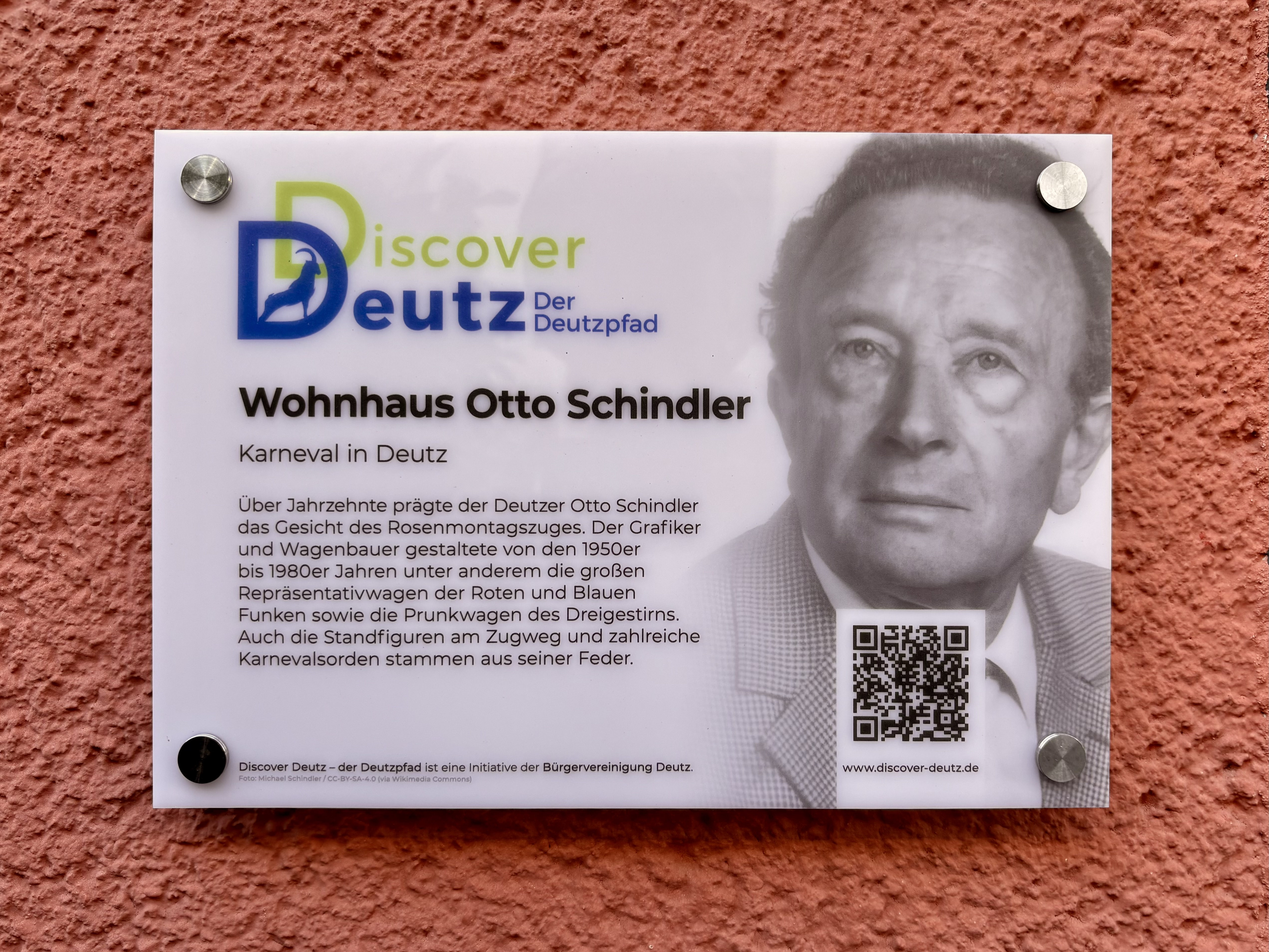
Gedenktafel für Otto Schindler an seinem ehemaligen Wohnhaus

Am ehemaligen Wohnhaus Schindlers in der Benediktusgasse 4 wurde in 2025 ein Schild im Rahmen des DeutzPfad angebracht, das an den Grafiker erinnert.